# Спинетоли
Спинетоли (итал. Spinetoli) — коммуна в Италии, располагается в регионе Марке, в провинции Асколи-Пичено.
Население составляет 6848 человек (2008 г.), плотность населения составляет 537 чел./км². Занимает площадь 12 км². Почтовый индекс — 63030. Телефонный код — 0736.
Покровителями коммуны почитаются святой мученик Сильвий Александрийский	(San Silvio Martire in Alessandria d'Egitto) , празднование 21 апреля, и Пий X, папа Римский.

## Демография
Динамика населения:

## Администрация коммуны
- Официальный сайт: http://www.comune.spinetoli.ap.it/